# Attila Zoller
Attila Cornelius Zoller (* 13. Juni 1927 in Visegrád, Ungarn; † 25. Januar 1998 in Townshend, Vermont) war ein ungarischer Jazzmusiker.

## Leben und Werk
Zunächst lernte Zoller Geige, Kontrabass und Flügelhorn zu spielen, bevor er sich der Gitarre zuwandte. Seine Live-Karriere begann in den Jazzclubs von Budapest nach dem Ende des Zweiten Weltkrieges. 
1948 verließ er Ungarn kurz vor dem Schließen des Eisernen Vorhangs mit dem Ziel Wien. Nach Zusammenspiel mit der Pianistin und Akkordeonistin Vera Auer (bis 1954) und Tourneen mit Joe Zawinul kam er in die Bundesrepublik Deutschland, wo er zunächst mit Dave Amram, Albert Mangelsdorff und Jutta Hipp, später mit Hans Koller, Oscar Pettiford und Rudi Sehring (Rhythm and Something More, Mod, 1956) arbeitete. 
1959 siedelte er in die Vereinigten Staaten von Amerika über, wo er gemeinsam mit Ornette Coleman und Don Cherry die Lenox School of Jazz besuchte. Dort kam Zollers Kontakt mit freierem Jazz zustande.
In den Combos von Benny Goodman, Chico Hamilton, Stan Getz und Herbie Mann spielte Zoller, bevor er eigene Gruppen mit Don Friedman, Dave Pike, Herbie Hancock, Ron Carter und Lee Konitz gründete. Daneben standen Plattenaufnahmen mit Klaus Doldinger. Seit 1965 widmete Zoller sich verstärkt dem freien Jazz, nicht ohne auch andere Strömungen der späteren Jahre mit zu übernehmen. Stets schwang ein folkloristisch-ungarischer Einfluss mit. Daneben machte Zoller sich einen Namen mit Filmmusiken für die Verfilmungen von Das Brot der frühen Jahre (Heinrich Böll) und von Katz und Maus (Günter Grass) sowie mit dem Jazz & Lyrik-Projekt Heinrich Heine: Lyrik und Jazz von Joachim Ernst Berendt (mit Emil Mangelsdorff, Peter Trunk und Klaus Weiss) sowie mit dem Rezitator Gert Westphal. 1979 und 1980 spielte er drei Platten mit Duo-Aufnahmen mit Jimmy Raney ein, Zollers Vorbild auf der Gitarre. In den Jahren zwischen 1989 und 1998 spielte er vermehrt mit dem deutschen Vibraphonisten Wolfgang Lackerschmid im Duo. Die beiden nahmen zusammen Tonträger auf.
1972 gründete er das Vermont Jazz Center, wo er Sommerkurse gab und mit anderen Musikern wie Andrei Ryabov auftrat.
Attila Zoller entwickelte einen Tonabnehmer für die elektrische Gitarre für die Marke Shadow sowie Gitarren in Zusammenarbeit mit den Marken Framus und Höfner. Er spielte von ca. 1958 bis ca. 1980 verschiedene Framus-Gitarren, zuletzt sein Signature-Modell AZ-10 5/67E, das bis Anfang der 1970er-Jahre produziert wurde. Framus hatte nach Zollers Tod (ab 2004) wieder ein Attila-Zoller-Signature-Gitarrenmodell mit der Bezeichnung Framus AZ im Programm, angelehnt an das alte AZ-10-Modell von 1970, das noch von Zoller selbst gespielt wurde. Die Höfner-AZ-Modelle wurden in den Jahren 1982–1991 produziert und sind auf späten Aufnahmen von Zoller oder Jimmy Raney zu hören. Insgesamt existierten fünf verschiedene AZ-Modelle von Höfner; Attila Zoller selbst spielte in seinen letzten Jahren meist eine Höfner-AZ-Standard in Brown-Sunburst-Finish. 
Zollers letzter Auftritt war am 6. Januar 1998. Drei Wochen später starb er an Dickdarmkrebs.

## Auszeichnungen
- Down Beat Poll als Gitarrist – “Talent deserving wider recognition”, 1964 und 1973
- Bundesfilmpreis für die Musik zu Das Brot der frühen Jahre
- Achievement in Jazz Award der New England Foundation for the Arts, 1995 (für seine Verdienste in der Jazzerziehung)
- ,Message to Attila', Tributealbum, koordiniert und produziert von Gitarrist David Becker. Überwiegend von Zoller stammende Kompositionen werden interpretiert von Gitarristen wie John Abercrombie, Gene Bertoncini, Peter Bernstein, Pat Metheny und Mike Stern.

## Auswahldiskografie
- 1957:   Albert Mangelsdorff & Attila Zoller Jazzsalon Dortmund (Metronome, EP)
- 1964: Heinrich Heine: Lyrik und Jazz (Philips/Universal) mit Emil Mangelsdorff, Peter Trunk, Klaus Weiss sowie Gert Westphal
- 1965: Zo-Ko-So (MPS) mit Martial Solal, Hans Koller
- 1965: The Horizon Beyond (Emarcy/Act) mit Don Friedman, Barre Phillips und Daniel Humair
- 1965: Doldinger In South America (Emarcy) mit Klaus Doldinger Quartet
- 1970: Gypsy Cry (Collectables) mit Lew Tabackin, Herbie Hancock, Reggie Workman, Victor Gaskin
- 1979: The K & K in New York (L & R) mit Koller und George Mraz
- 1979: Common Cause (Enja) mit Ron Carter und Joe Chambers
- 1980: Jim & I (L+R Records) mit Jimmy Raney
- 1988: Zo-Ko-Ma (MPS, mit Lee Konitz und Albert Mangelsdorff)
- 1992: a (Bhakti) mit Wolfgang Lackerschmid
- 1994: When It’s Time (Enja) mit Lee Konitz, Santi Debriano, Yoron Israel
- 1996: Thingin (HatHut), mit Lee Konitz, Don Friedman
- 1997: Lasting Love – Solo Guitar (Zoller solo, ausschließlich eigene Kompositionen)
- 1998: Last Recordings (Enja)
- 2013: Jazz Soundtracks: Original Music from the Arthouse Films of Hansjürgen Pohland 1962-1967

## Filmografie
- 1962: Das Brot der frühen Jahre
- 1967: Katz und Maus
- 1968: Tamara
- 1970: Hänsel und Gretel verliefen sich im Wald

## Auswahlbibliografie
- Anleitung zur Improvisation für Jazz-Gitarre. Schott, Mainz (= Edition Schott. Band 5048).